# Hannah Wilkinson
Hannah Wilkinson (født 28. maj 1992) er en newzealandsk fodboldspiller. Under sommer-OL 2012 i London deltog hun for sit land, hvor hendes hold blev elimineret i kvartfinalen.